# Ambrogio Figino

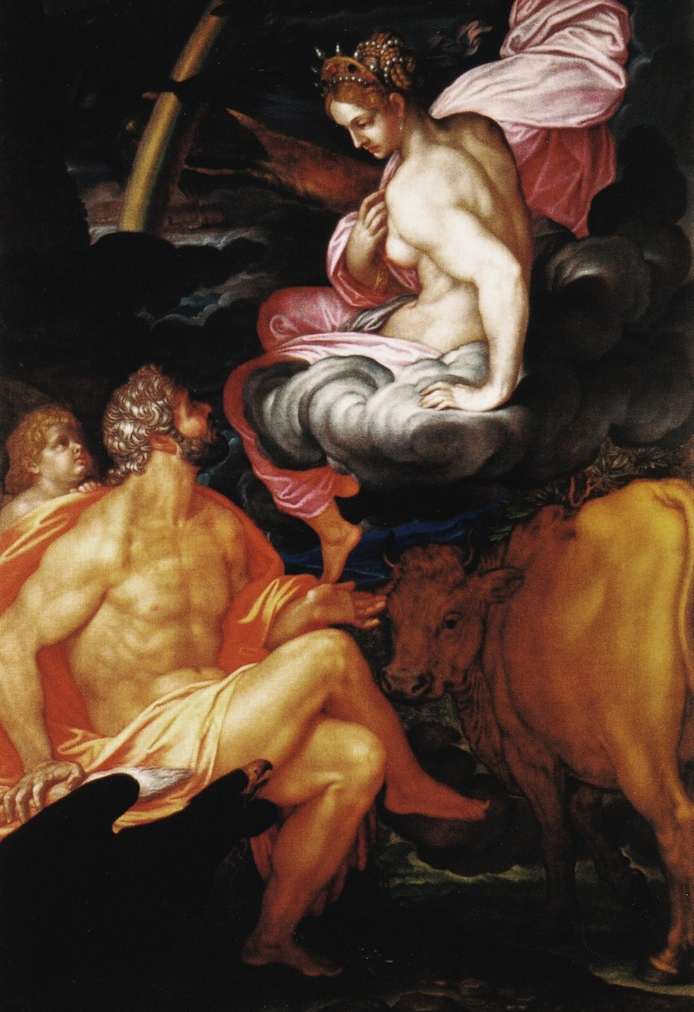
Ambrogio Figino: Giove e Io (Pavia, Pinacoteca Malaspina)

Ambrogio Figino o Figini o Giovanni Ambrogio Figino (Milano, 1553 – Milano, 11 ottobre 1608) è stato un pittore manierista italiano.

## Biografia
Figlio di Giovanni Vincenzo, noto fabbricante di spade proveniente da una famiglia di armaioli, e di Lucia Grassi, fu allievo di Giovan Paolo Lomazzo dal 1564 e si pose in luce nel panorama artistico milanese inizialmente come ritrattista. L'effige di Ambrogio Annoni, uno dei pochi ritratti a lui attribuibili con sicurezza, mostra una capacità minuziosa di rendere i particolari degna della pittura fiamminga. Nei primi anni '80 del XVI secolo l'artista ricevette dai Gesuiti la commissione per due pale d'altare, un tempo in San Fedele: la Madonna della Serpe 1581-1583, (di cui si ricorderà Caravaggio nella Madonna dei Palafrenieri; la pala è oggi visibile in San Nazaro; ) e l'Incoronazione della Vergine (1585-1586).
A questi anni risale probabilmente il viaggio romano di Figino; nella Città Eterna fu l'arte di Michelangelo, oltre allo studio dell'antico, ad essere decisivo per la sua formazione, come è evidente dai suoi dipinti successivi, come il bellissimo San Matteo e l'Angelo, anch'esso reinterpretato in un successivo quadro di Caravaggio. Risale al 1590 invece la pala con Sant'Ambrogio che sconfigge Ario, dipinto per la cappella del Tribunale di Provvisione di palazzo dei Giureconsulti, oggi esposto nella Sala del Consiglio di Palazzo Marino (un'altra versione autografa è nella chiesa di Sant'Eustorgio).
Dal 1590 Figino continuò (con Passaggio del Mar Rosso e la Natività) la serie delle ante d'organo del Duomo di Milano, lasciata interrotta da Giuseppe Meda, che sarebbe stata poi completata da Camillo Procaccini. Risale invece al 1599 la tela con Giove ed Io dipinta per un committente d'eccezione, l'imperatore Rodolfo II (oggi a Pavia, Pinacoteca Malaspina). Sempre negli anni Novanta realizzò la prima natura morta "pura", anticipando il Caravaggio.
Negli ultimi anni della sua vita Figino eseguì un vasto ciclo di pitture per San Vittore al Corpo, la chiesa degli Olivetani a Milano.
Un dipinto di Figino, la cosiddetta Fruttiera di persici (pesche), è considerato uno dei primi esempi di natura morta italiana.
Figino è uno dei protagonisti dei dialoghi presenti nei trattati dello storico Gregorio Comanini.

## Opere
Ambrogio Figino è noto per una vastissima produzione grafica; le opere grafiche riferibili al suo catalogo assommano a 430. Contrariamente, il numero delle opere pittoriche è esiguo.
- ritratto di Angelo Dannona
- Crocifissione, 1580, olio su tela, Cassano Magnago,  basilica di San Giulio;
- ritratto di S. Carlo, Milano, Pinacoteca Ambrosiana, ante 1584
- ritratto del Maresciallo di campo Lucio Foppa, Milano, Pinacoteca di Brera, 1585 c.
- Piatto metallico con pesche e foglie di vite, Olio su tavola, 21 x 29, 4 cm, Collezione privata
- Cristo e il fariseo, sagrestia del duomo di Monza
- Agonia nell'orto, Santa Maria della Passione, Milano
- Giove, Giunone e Io, Museo civico di Pavia, firmato e datato 1599
- Incoronazione della Vergine, Ss. Pietro, Paolo, Maria Maddalena e Marta, ciclo di dipinti per la chiesa di San Fedele, Milano
- Madonna del serpe, chiesa di Sant'Antonio Abate a Milano
- S. Paolo e S. Matteo chiesa di San Raffaele, Milano
- Madonna col Bambino e i ss. Giovanni Evangelista e Michele Arcangelo, pala per la cappella del Collegio dei dottori di Milano, Pinacoteca di Brera
- S. Ambrogio che sconfigge gli ariani per la cappella del Collegio dei mercanti, Pinacoteca del Castello Sforzesco
- S. Giorgio, santuario dell'Addolorata di Rho
- Natività di Cristo, Passaggio degli Ebrei attraverso il mar Rosso, Ascensione (Perduta), ante d'organo del duomo di Milano, eseguite tra il 1590 e il 1595
- Natività di Maria, chiesa di Sant'Antonio Abate a Milano
- Incoronazione della Vergine, affresco nella volta del presbiterio di San Vittore al Corpo
- Fatti della vita di s. Benedetto, Dio Padre, Angeli in volo, Putti alati e Angeli musici, ala sinistra del transetto di San Vittore al Corpo
- Cristo alla colonna, Museo civico di Busto Arsizio
- decorazione della grande galleria di palazzo reale a Torino per Carlo Emanuele I, duca di Savoia (Perduta)

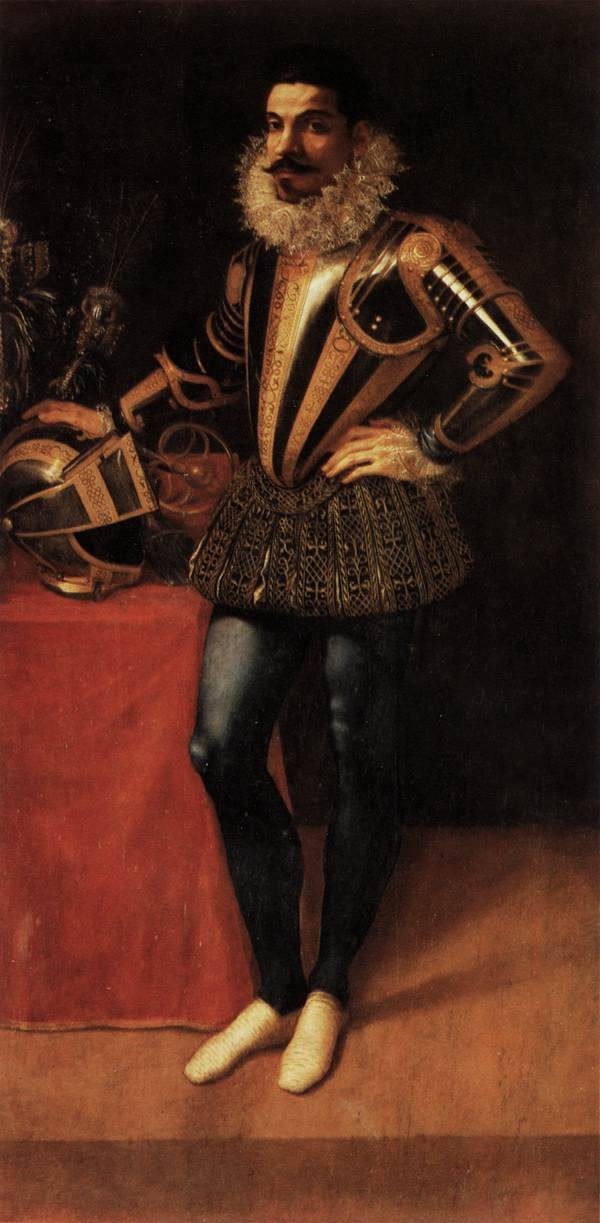
ritratto del Maresciallo di campo Lucio Foppa
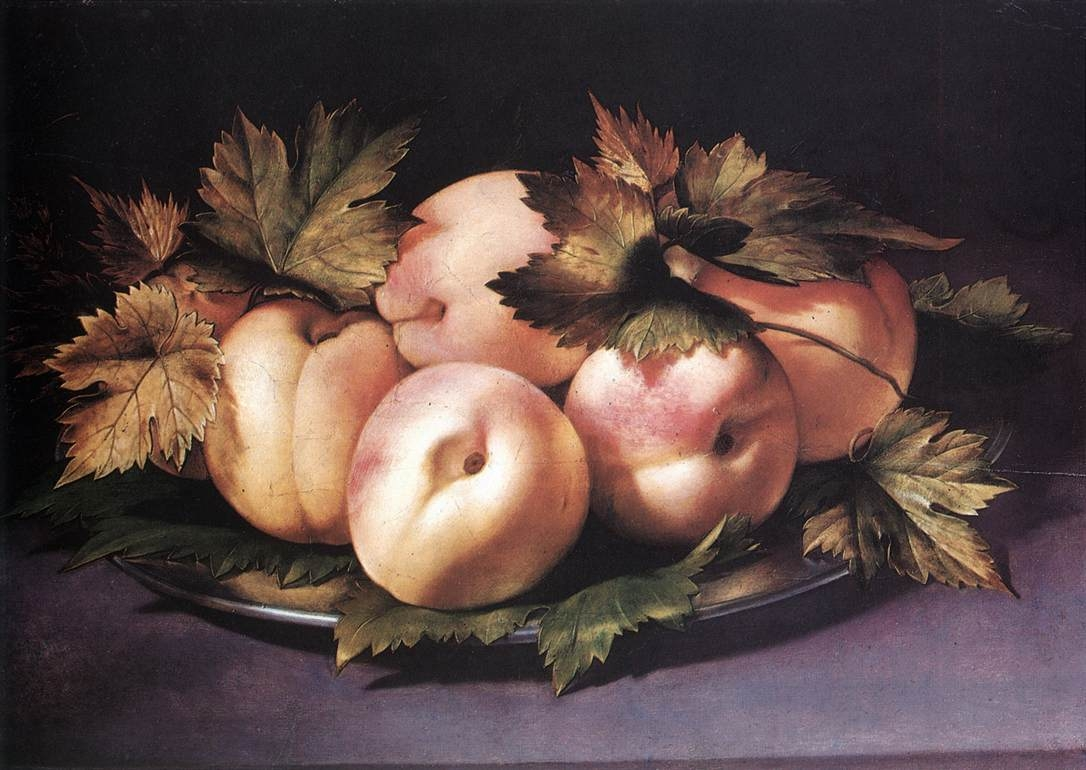
Piatto metallico con pesche e foglie di vite
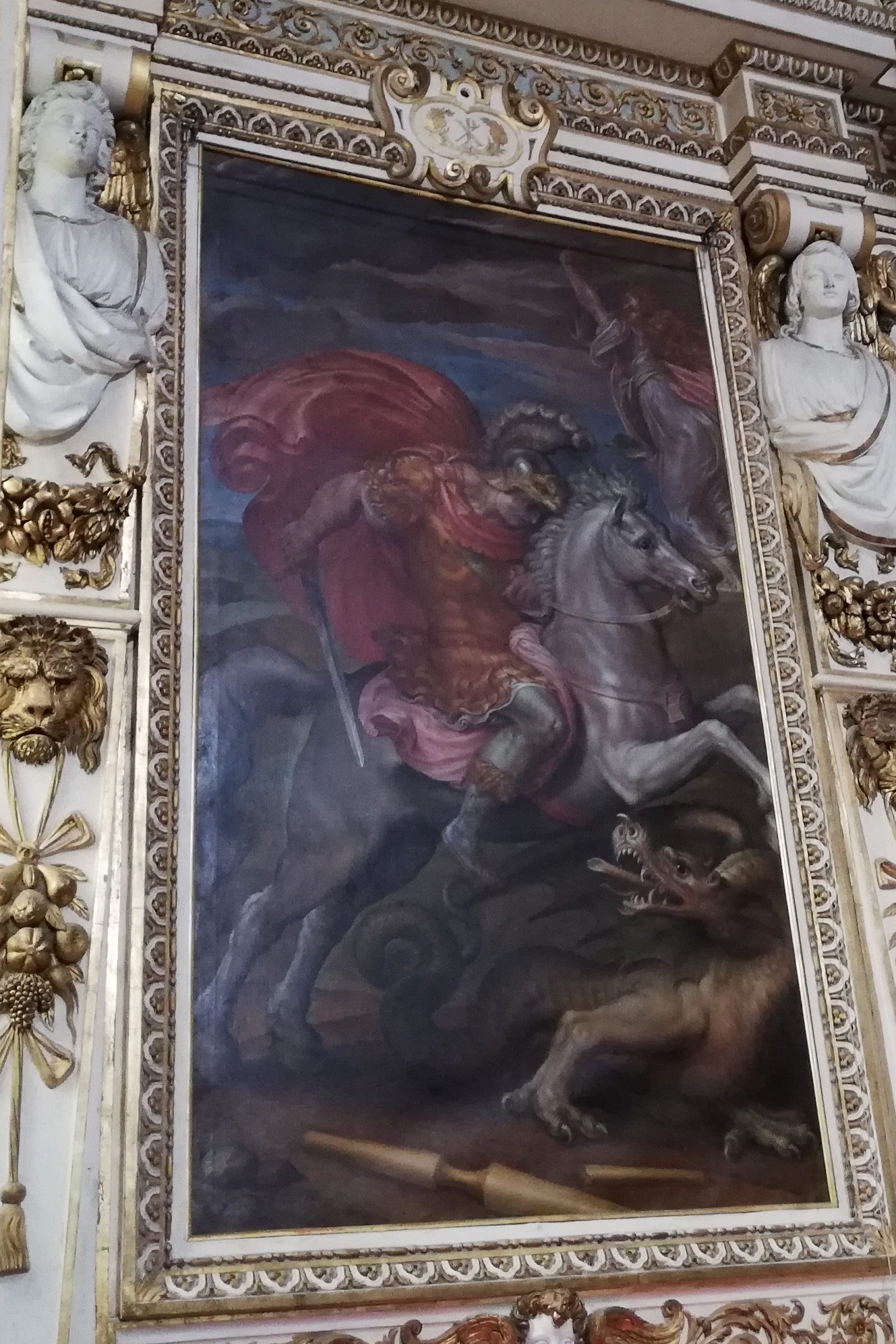
San Giorgio e il drago
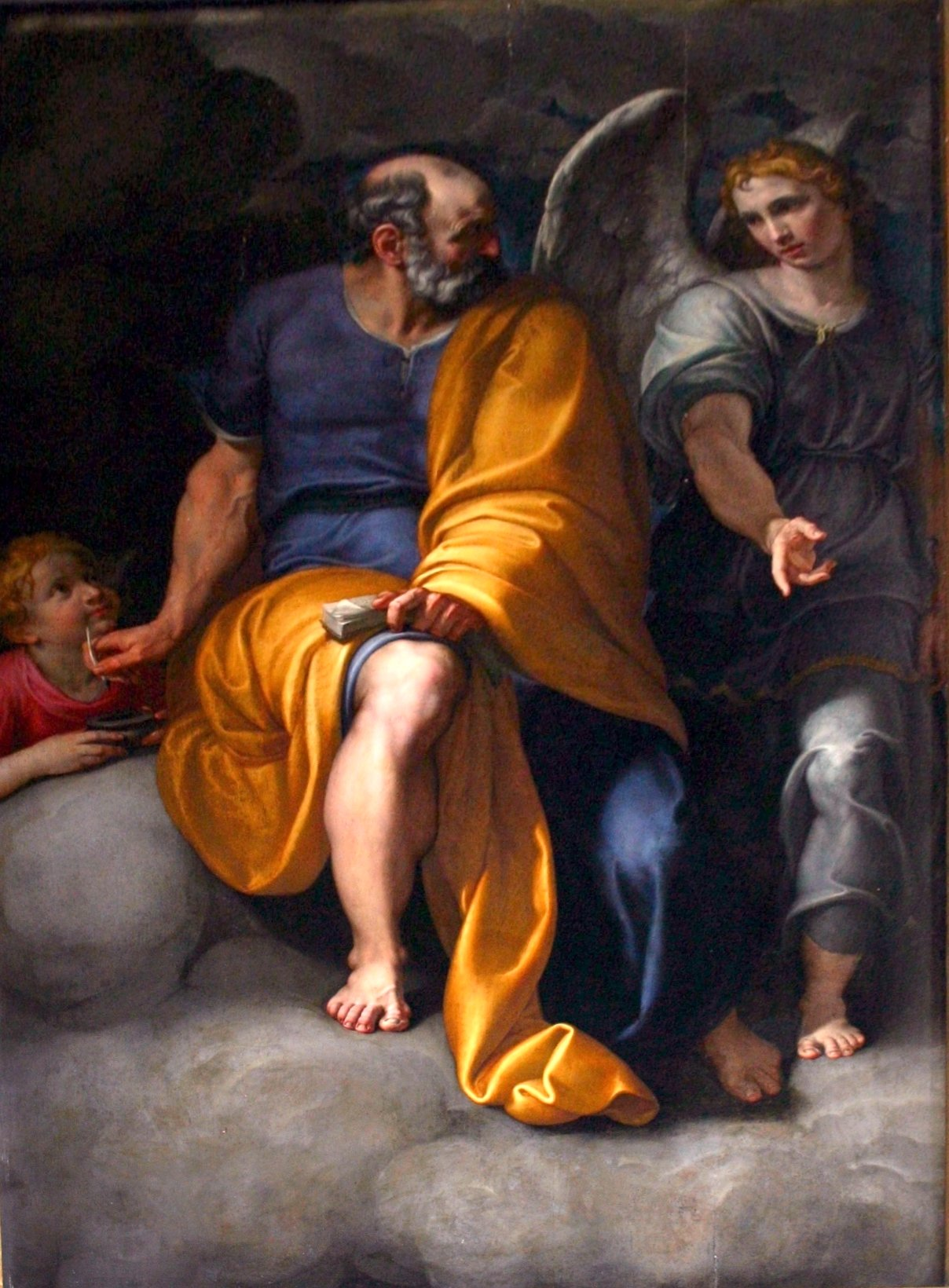
San Matteo